# Новая Сенная
Новая Сенная — деревня в Ершичском районе Смоленской области России. Входит в состав Сеннянского сельского поселения. Население — 28 жителей (2007 год). 
Расположена в южной части области в 18 км к юго-западу от Ершичей, в 25 км юго-восточнее автодороги А101 Москва — Варшава («Старая Польская» или «Варшавка»). В 20 км северо-западнее деревни расположена железнодорожная станция Осва на линии Рославль — Кричев. 

## История
В годы Великой Отечественной войны деревня была оккупирована гитлеровскими войсками в августе 1941 года, освобождена в сентябре 1943 года.